# كيفن غراي
كيفن غراي (بالإنجليزية: Kevin Gray)‏ (7 يناير 1972 بشفيلد في المملكة المتحدة - ) هو لاعب كرة قدم بريطاني في مركز الدفاع. لعب مع ستوكبورت كونتي ونادي ترانمير روفرز لكرة القدم ونادي تشيسترفيلد ونادي كارلايل يونايتد وهدرسفيلد تاون ونادي مانسفيلد تاون ونادي ووركينغتون.

## وصلات خارجية
- كيفن غراي على موقع قاعدة بيانات كرة القدم.إي يو (الإنجليزية)
- كيفن غراي على موقع Soccerbase.com (لاعب) (الإنجليزية)